# カイエ・デュ・シネマ
『カイエ・デュ・シネマ』（レ・カイエ・デュ・シネマ、 Les Cahiers du cinéma）は、フランスの映画批評誌である。初代編集長アンドレ・バザン提唱の「作家主義」、および同誌の執筆者からヌーヴェルヴァーグの映画作家たちを生んだことで知られる。

## 概要・略歴
前史として、ジャン＝ジョルジュ・オリオールの突然の死による『ラ・ルヴュ・デュ・シネマ』の第二期廃刊（1950年）とその復刊に奔走したバザン、ジャック・ドニオル＝ヴァルクローズの動きがあり、「シネクラブ・デュ・カルティエ・ラタン」の機関誌としてエリック・ロメールが発行しジャック・リヴェット、ジャン＝リュック・ゴダール、フランソワ・トリュフォーらが執筆参加していた『ラ・ガゼット・デュ・シネマ』は半年で廃刊して、その動きに合流した。
1951年4月、バザン、ヴァルクローズ、ジョゼフ＝マリー・ロ・デュカ（ジュゼッペ・マリア・ロ・デュカ）らによって創刊。ロメール、リヴェット、ゴダール、クロード・シャブロル、トリュフォーら、後にヌーヴェルヴァーグの映画作家となる若者たちが批評家として活躍していた。「作家主義」を掲げて、フランスの映画批評に新たな風を吹き込んだ。
1958年、初代編集長（1951 - 1958年）であったバザンがパリ郊外で死去。
ジャン＝ルイ・コモリは1962年から編集部に参加、1966年から1971年までは編集長をつとめた。
1968年以降の左傾化、理論化のため一時は発行部数を落とすものの、セルジュ・ダネーなどの活躍によって読者を取り戻してゆく。その後も幾度の危機を乗り越えて現在まで続いている。
現在は、ジャン＝ミシェル・フロドンをディレクターとして、エマニュエル・ビュルドーが編集長を務める。ローラン・ラボリウェブ編集長による同誌公式サイトでは、日本語を含む各国語で記事の翻訳紹介も行っている。2003年（平成15年）、ル・モンド傘下となるが、2009年（平成21年）、英国のファイドン・プレス（en:Phaidon Press）に売却された。
創刊300号から100号毎に映画監督を特別編集長に迎えて記念号を発行しており、過去に記念号の編集長を務めた映画監督としては、ジャン＝リュック・ゴダール（300号）、ヴィム・ヴェンダース（400号）、マーティン・スコセッシ（500号）、北野武（600号）などがいる。

## 主な出身者
特筆以外は映画作家、脚本家となった者。
- アレクサンドル・アストリュック
- エリック・ロメール
- ジャック・ドニオル＝ヴァルクローズ
- ロッテ・アイスナー （批評家）
- ジャン・ドゥーシェ
- ピエール・カスト
- ジャン・オーレル
- ジャック・リヴェット
- ジャン＝リュック・ゴダール
- フランソワ・トリュフォー
- クロード・シャブロル
- ジャン・ドマルキ （批評家）
- アンドレ・S・ラバルト
- ポール・ヴェキアリ
- リュック・ムレ
- ジャン＝ルイ・コモリ
- バルベ・シュレデール
- アラン・ベルガラ
- アンドレ・テシネ
- ジャック・ランシエール （哲学者）
- セルジュ・トゥビアナ
- パスカル・ボニゼール
- オリヴィエ・アサヤス
- ティエリー・ジュス
- ニコラ・サーダ
- レオス・カラックス
- 山田宏一 （批評家）

## 日本版
1991年には日本語版である「カイエ・デュ・シネマ・ジャポン」が創刊された。80年代にフランス本誌に寄稿していた梅本洋一を編集長として、仏本誌の批評の翻訳紹介、さらには独自の批評活動を展開する。仏本誌同様、執筆者から青山真治、篠崎誠ら映画作家を生む。フィルムアート社、勁草書房、と版元を変遷したのち、2001年に休刊。

## 註
1. ↑  映画狂のバイブル、仏カイエ・デュ・シネマ誌が英アート出版社に売却、eiga.com, 2009年2月13日付、2010年1月12日閲覧。